# Pięciobój nowoczesny na Letnich Igrzyskach Olimpijskich 2012 – kwalifikacje

## Zawody kwalifikacyjne
| Zawody                        | Data przeprowadzenia       | Gospodarz   | Miejsc |
| ----------------------------- | -------------------------- | ----------- | ------ |
| Finał Puchar Świata 2011      | 8 - 10 lipca 2011          | Londyn      | 1      |
| Mistrzostwa Świata 2011       | 8 - 14 września 2011       | Moskwa      | 3      |
| Mistrzostwa Afryki            | 22 - 24 lipca 2011         | Kair        | 1      |
| Igrzyska Panamerykańskie 2011 | 15 - 16 października 2011  | Guadalajara | 4      |
| Mistrzostwa Azji i Oceanii    | 19 - 22 maja 2011          | Chengdu     | 5/1    |
| Mistrzostwa Europy            | 28 lipca - 1 sierpnia 2011 | Medway      | 8      |
| Mistrzostwa Świata 2012       | 7 - 13 maja 2012           | Rzym        | 3      |
| Ranking Światowy              | z dn. 1 czerwca 2012       | -           | 7      |
| Dzikie karty                  | -                          | -           | 2      |
| Gospodarz                     | -                          | -           | 1      |

## Mężczyźni
| Zawody                        | Miejsc | Zakwalifikowani |
| ----------------------------- | ------ | --- |
| Finał Puchar Świata 2011      | 1      | Robert Kasza |
| Mistrzostwa Świata 2011       | 3      | Ádám Marosi Thomas Daniel Paweł Iliaczenko                                                                                                  |
| Mistrzostwa Afryki            | 1      | Yasser Henfy |
| Igrzyska Panamerykańskie 2011 | 4      | Oscar Soto Andrei Gheorghe Esteban Bustos Dennis Bowsher                                                                                    |
| Mistrzostwa Azji i Oceanii    | 5      | Hong Jin-woo Cao Zhongrong Jung Jin-hwa Shinichi Tomii Wang Guan                                                                            |
| Mistrzostwa Azji i Oceanii    | 1      | Edward Fernen |
| Mistrzostwa Europy            | 8      | Andriej Mojsiejew Sergiej Karjakin Dmytro Kirpulyanskyy James Cooke Federico Giancamilli Steffen Gebhardt Pierpaolo Petroni Dzmitry Meliakh |
| Mistrzostwa Świata 2012       | 3      | Stefan Kollner David Svoboda Nicholas Woodbridge                                                                                            |
| Ranking Światowy              | 7      | |
| Dzikie karty                  | 2      | |
| Gospodarz                     | 1      | Wielka Brytania |
| Razem                         | 36     | |

## Kobiety
| Zawody                        | Miejsc | Zakwalifikowani |
| ----------------------------- | ------ | --- |
| Finał Puchar Świata 2011      | 1      | Lena Schöneborn |
| Mistrzostwa Świata 2011       | 3      | Evdokia Gretchichnikova Elodie Clouvel Yane Marques                                                                                  |
| Mistrzostwa Afryki            | 1      | Aya Medany |
| Igrzyska Panamerykańskie 2011 | 4      | Margaux Isaksen Tamara Vega Melanie McCann Pamela Zapata                                                                             |
| Mistrzostwa Azji i Oceanii    | 5      | Chen Qian Miao Yihua Yang Soo-jin Shino Yamanaka Narumi Kurosu                                                                       |
| Mistrzostwa Azji i Oceanii    | 1      | Chloe Esposito |
| Mistrzostwa Europy            | 8      | Adrienn Toth Wiktoria Tereszczuk Amélie Cazé Laura Asadauskaitė Jeļena Rubļevska Sarolta Kovacs Freyja Prentice Ekaterina Khuraskina |
| Mistrzostwa Świata 2012       | 3      | Mhairi Spence Anastasia Prokopenko Annika Schleu                                                                                     |
| Ranking Światowy              | 7      | Sabrina Crognale Sylwia Czwojdzińska Natalia Dianowa Katarzyna Wójcik Donna Vakalis Tatsiana Jelizarowa Irina Chochłowa              |
| Dzikie karty                  | 2      | |
| Gospodarz                     | 1      | Wielka Brytania |
| Razem                         | 36     | |